# Uropsalis
Genre
Uropsalis est un genre d'oiseaux sud-américains de la famille des Caprimulgidae.

## Taxinomie
Ce genre fut créé par Waldron DeWitt Miller (d) en 1915.

## Liste des espèces et sous-espèces
Selon la classification de référence du Congrès ornithologique international (version 10.2, 2020) :
- Uropsalis segmentata (Cassin, 1849) – Engoulevent à queue d'aronde
  - sous-espèce Uropsalis segmentata segmentata (Cassin, 1849)
  - sous-espèce Uropsalis segmentata kalinowskii (Berlepsch & Stolzmann, 1894)
- Uropsalis lyra (Bonaparte, 1850) – Engoulevent lyre
  - sous-espèce Uropsalis lyra lyra (Bonaparte, 1850)
  - sous-espèce Uropsalis lyra peruana (Berlepsch & Stolzmann, 1906)
  - sous-espèce Uropsalis lyra argentina Olrog, 1975